# Caspase
Les caspases sont une classe de protéases à cystéine qui reconnaissent chacune une séquence particulière sur certaines protéines et hydrolysent la liaison peptidique côté carboxyle d'un résidu d'aspartate de cette séquence. Ces enzymes jouent un rôle essentiel dans les phénomènes inflammatoires ainsi que dans l'apoptose (mort cellulaire programmée) et la nécrose. Le terme « caspase » est la contraction en anglais de l'expression cysteine-aspartic protease, parfois également écrite cysteine-dependent aspartate-directed protease, voire cysteinyl-aspartate-cleaving protease.
Les caspases sont indispensables à l'apoptose des cellules, et jouent un rôle crucial au cours du développement et d'autres stades de la vie adulte. Elles sont dites « exécutrices » (executioner en anglais) en raison de leur fonction dans la cellule. Certaines caspases sont également requises par le système immunitaire pour la maturation des lymphocytes. Une apoptose insuffisante est l'un des principaux facteurs contribuant au développement des tumeurs et des maladies auto-immunes, tandis qu'une apoptose excessive accompagne l'ischémie et maladie d'Alzheimer, de sorte que les caspases ont été étudiées comme cibles thérapeutiques potentielles depuis leur découverte au milieu des années 1990.
Ces enzymes sont présentes dans le cytoplasme sous forme d'une proenzyme inactive. Ces protéines, appelées procaspases, sont activées par clivage en deux sous-unités, une grande et une petite, qui dimérisent pour former un hétérotétramère actif composé de deux grandes et deux petites sous-unités. Lorsqu'elles sont activées, elles participent à la mise en œuvre d'un « signal de mort cellulaire ». Ce signal a été mis en évidence lors de l'identification et du clonage du gène pro-apoptotique ced-3 de Caenorhabditis elegans, dont le premier homologue mammifère ayant été identifié est le gène ICE (Interleukin-1β Converting Enzyme), ou CASP1, donnant la caspase 1.

## Caractéristiques
Les caspases sont des enzymes de contrôle de la vie et de la mort cellulaires. Elles semblent avoir été conservées au cours de l'évolution chez tous les organismes pluricellulaires, ou ont un équivalent dit « caspase-like-protéase » chez les organismes non-mammifères. Elles peuvent cliver d'autres protéines, au niveau de sites consensus spécifiques. Elles possèdent toutes un site de clivage catalytique très conservé, composé d'un résidu de cystéine inclus dans une séquence peptidique de type Gln–Ala–Cys–Xaa–Gly (où le résidu Xaa est Arg, Gln ou Gly), leur conférant une spécificité de reconnaissance et de clivage au niveau de résidus d'aspartate en position P1, c'est-à-dire côté carboxyle de la liaison peptidique hydrolysée.
On peut distinguer deux types de caspases, selon leurs fonctions :
- les caspases apoptotiques, associés au démantèlement cellulaire[5] ;
- les caspases inflammatoires, impliqués dans la médiation de l'activation protéolytique de cytokines inflammatoires[5].

## Cascade d'activation des caspases
Si les caspases étaient actives de novo dans les cellules, elles entraîneraient un phénomène apoptotique non régulé. Elles sont normalement présentes dans le cytoplasme sain, mais sous forme de proenzymes inactives appelées procaspases. En réponse à certains stimuli perçus par la cellule, ces procaspases sont clivées et associées en tétramères (deux domaines p10 et deux domaines p20). Ces caspases activées activent à leur tour d'autres procaspases et ainsi développer une activation en cascade.
Ces protéases possèdent une structure très conservée comprenant :
- un prodomaine N-terminal de taille variable
- un domaine qui deviendra, après clivage, la grande sous-unité, également appelée p20 (17 à 21 kDa)
- un domaine qui deviendra, après clivage, la petite sous-unité, également appelée p10 (10 à 14 kDa)

Le prodomaine des caspases initiatrices, plus long que celui des caspases effectrices, contient des domaines tels que :
- le domaine CARD (en) dans le cas de la caspase 2 et de la caspase 9
- le domaine DED (en) dans le cas de la caspase 8 et de la caspase 10.

Ces domaines servent à leur activation et leur permettent, à leur tour, d’activer les caspases effectrices.

## Voies d'activation
On connaît deux voies principales d’activation :
1. la « voie extrinsèque », via une déplétion hormonale ou en facteur de croissance et via des récepteurs de mort activés par des ligands tel que le TNF-α, FasR
2. la « voie intrinsèque », via p53 (stress génomique) et/ou la mitochondrie.

## Substrats des caspases
Ce sont essentiellement des protéines impliquées dans le maintien de l'intégrité cellulaire ; les caspases clivent ces protéines ainsi que des endonucléases qu'elles activent.

## Irréversibilité de l'apoptose
Une fois la cascade de réaction activée par les caspases, le phénomène d'apoptose est irréversible, même si l'on apporte en très grande quantité des facteurs de croissance.

## Types de caspases
Quinze caspases étaient décrites en 2011.
La caspase 1, la caspase 4 et la caspase 5 jouent un rôle dans l’activation des cytokines et sont pro-inflammatoires. La caspase 1 est activée via une macroplateforme appelée inflammasome. La caspase 1 y est recrutée par son domaine CARD via la protéine ASC (en), également présente sur l'inflammasome. L'inflammasome est formé à la suite de la reconnaissance de divers signaux inflammatoires (Lipopolysaccharide (LPS), cristaux d'acide urique, composantes virales et bactériennes diverses) par des protéines de la famille NLPR. À la suite de la formation du complexe, la caspase 1 sera recrutée et clivera divers substrats dont l'interleukine-1β, l'interleukine 18 et la caspase 7. Une forme de mort cellulaire appelée pyroptose (en) est dépendante de ce processus et est observée sous certaines conditions à la suite de l'activation de la caspase 1.
Parmi les caspases à activité pro-apoptotique, on distingue :
- les caspases initiatrices (caspase 2, caspase 8, caspase 9, caspase 10) à prodomaine long qui sont actives sous forme monomérique ;
- les caspases effectrices (caspase 3, caspase 6 et caspase 7) à petit prodomaine qui s’assemblent en hétérodimère actif.

Les caspases initiatrices sont activées par des macroplateformes tout comme les caspases inflammatoires.
La caspase 2 est activée par un complexe appelé le PIDDosome ; 

la caspase 8 et la caspase 10 sont activées par un complexe appelé le DISC (en) ;

la caspase 9 est activée par l'apoptosome.
Le DISC est formé par la liaison de différents ligands (fas ligand, tnf-alpha, etc.) aux récepteurs de la mort.

La liaison de ces ligands permet la trimérisation de ces récepteurs et le recrutement de la caspase 8 ou de la caspase 10.

Le recrutement de ces caspases permet leur dimérisation et leur activation.

## Caspases pathologiques
Normalement, les caspases permettent le suicide de cellules devenues inutiles ou en cours d'infection par un virus, une bactérie ou un champignon. Toutefois, sous certaines conditions, les caspases sont activées quand il ne faudrait pas, et l'organisme s'attaque lui-même (maladies auto-immunes).

## Caspases mobilisables dans la lutte antivirale
Une piste explorée par le Massachusetts Institute of Technology (MIT) est la provocation de l'apoptose des cellules infectées par les virus à ARN double brin (dsRNA). Pour ce faire, il faut pour que la réplication d'un virus dans une cellule active immédiatement la cascade de caspases, c'est-à-dire le signal d'autodestruction de la cellule hôte, que le virus utilise comme machine à se répliquer. L'idée nouvelle est d'utiliser L'ARN viral double brin comme signal inducteur.
Les essais in vitro et in vivo, effectués sur des souris de laboratoire, d'un traitement nommé « Draco » semblent prometteurs : il s'est montré actif contre la dengue, le H1N1, les virus de plusieurs fièvres hémorragiques… sans attaquer onze types de cellules saines de mammifères.